# Journal of Animal Ecology
Das Journal of Animal Ecology (J Anim Ecol) ist ein begutachtetes, internationales Fachmagazin für Tierökologie. Das Magazin wird von der British Ecological Society herausgegeben.
Das Journal hat einen Impact Factor von 5,1 und belegt Platz 31 von 706 Fachzeitschriften der Ökologie.

## Inhalt
Das Journal befasst sich mit Forschungsergebnissen aus der angewandten Tierökologie. Schwerpunkte liegen auf long-term Forschungsprojekten. Themengebiete sind Ecosystem Ecology, Evolutionary Ecology, Community Ecology, Population Ecology und Physiological Ecology.
Damit unterscheidet sich das Magazin in seiner Schwerpunktsetzung von meist taxonomisch ausgerichteten Zoologie-Magazinen.